# Aeródromo Poco a Poco
El Aeródromo Poco a Poco (OACI: SCPP) es un terminal aéreo ubicado cerca de Mulchén, en la Provincia de Biobío, Región del Biobío, Chile. Es de propiedad pública.